# Jann Ingi Petersen
Jann Ingi Petersen (Toftir, 7 gennaio 1984) è un ex calciatore faroese, di ruolo centrocampista.